# Macrelaps microlepidotus
Macrelaps microlepidotus – endemiczny gatunek jadowitego węża z rodziny gleboryjcowatych (Atractaspididae); jedyny przedstawiciel rodzaju Macrelaps.
Osobniki tego gatunku osiągają rozmiary od 70 do 100 centymetrów. Najdłuższa zanotowana samica mierzyła 93,8 centymetra, samiec 64 centymetry. Cylindryczne ciało ma kolor czarny.
Samica w lecie składa 3 do 10 dużych jaj o wymiarach 32–56 mm długości, 23–31 mm szerokości. Młode węże po wykluciu się mierzą od 20 do 29 centymetrów długości.
Podstawą ich pożywienia są małe ssaki, jaszczurki, żaby na które polują używając swojego jadu. Jad tych węży jest dla ludzi nieszkodliwy.
Występują na terenie Afryki Południowej w rejonach nadbrzeżnych Prowincji Przylądkowej Wschodniej i KwaZulu-Natal.